# Alcis amictozona
Alcis amictozona är en fjärilsart som beskrevs av Louis Beethoven Prout 1932. Alcis amictozona ingår i släktet Alcis och familjen mätare. Inga underarter finns listade i Catalogue of Life.